# Luboš Balák
Luboš Balák (* 22. června 1970 Brno) je český režisér, dramaturg a dramatik. Působil jako umělecký šéf v divadle Husa na provázku (2001–2004) a v brněnském HaDivadle (2005–2009). Od roku 2014 uvádí mimo jiné vlastní tvorbu v soukromém divadle – Divadlo Komediograf. V druhém desetiletí jednadvacátého století patří k výrazným českým divadelníkům.

## Život
Po maturitě na Tišnovském gymnáziu pracoval jako popelář u Technických služeb. Poté vystudoval obor divadelní dramaturgie na brněnské Divadelní fakultě Janáčkovy akademie múzických umění (JAMU). Mezi lety 1996–2005 působil v brněnském HaDivadle jako dramaturg a v letech 2005–2009 zde zastával místo uměleckého šéfa. Své divadelní hry realizoval i v dalších divadlech. Například lze uvést Studio Marta, divadlo Husa na provázku, Divadlo v 7 a půl, pražské Národní divadlo a Divadlo Na Zábradlí nebo ostravské Divadlo Petra Bezruče.
Debutoval v polovině devadesátých let 20. století groteskou Fanouš a prostitutka a divadelní hrou Smrt Huberta Perny (obě premiérovány v roce 1995). Napsal řadu divadelních parodií, grotesek a skečů v rámci seriálu Komediograf, který byl hrán od roku 1997. K srpnu roku 2001 bylo realizováno třiadvacet dílů. V HaDivadle bylo odehráno 136 repríz. Inspirací byly nejen francouzské a německé kabarety konce 19. století a prvorepublikové kabarety, ale také humor Jaroslava Haška, Vlasty Buriana nebo  E. A. Longena. Autory hudební složky byli skladatelé Mario Buzzi a Zdeněk Král. Během roku 2001 realizoval v divadle Husa na provázku divadelní sitkom inspirovaný komedií dell´ arte Funebráci s. r. o. Na počátku roku 2006 měl premiéru jeho autorský kabaret Madhouse!, kde vystupoval také v roli nesmělého moderátora. Většinou se věnuje divadelní a scénická tvorbě. Spolupracoval a spolupracuje s osobnostmi jako Pavel Liška, Bolek Polívka, Tomáš Matonoha, Josef Polášek, Zuzana Kronerová, Oldřich Navrátil atd.
V roce 2014 založil společně s Monikou Tanečkovou soukromé autorské divadlo – Divadlo Komediograf s.r.o, pro které napsal řadu komedií. Například lze uvést Manželství v kostce, Jak se Husákovi zdálo, že je Věra Čáslavská, Zkurvení havlisti, Program na záchranu mužů a další.

### Ocenění
- 1995 – hra Smrt Huberta Perny, 3. místo v soutěži o nejlepší českou divadelní hru Nadace Alfréda Radoka[11]
- 2000 – drama Městečko v úpatí vysočiny, první místo v soutěži pražského Národního divadla

## Divadelní hry
- Smrt Huberna Perny (1994)
- Příbeh Josefa Dundáčka (1994)
- Fanouš a prostitutka (1994)
- Musulman (1995)
- Beskydy (1999)
- Švejkův vnuk (2000)
- Hvezdy nad Baltimorem (2003)
- …sobě (1995)
- Klimeš (1997)
- Kašparova kráva? Dámská jízda (1997)
- Aquarius (1997)
- Ed a Bo – dvě krysy (1997)
- Posedlost – The Obsession (2003)
- Blahoslavení tiší (1999)
- Kouzelný nos aneb Balábile (2000)
- Guma gumárum (2001)
- Krasonauti (2000)
- Městečko na úpatí Vysočiny (2001)
- Don Quijote, Viktorka a Harmon (2002)
- Funebráci s.r.o. (2001)
- Kvartet čili Malé dobrodružství (2000)
- Jak se Husákovi zdálo, že je Věra Čáslavská (2014)
- Manželství v kostce (2017)
- Skečmen (2021)
- Program na záchranu mužů (2021)
- Mimo mísu (2025)